# Ивашин, Геннадий Павлович
Геннадий Павлович Ивашин — советский хозяйственный и государственный деятель, лауреат Государственной премии СССР за выдающиеся достижения в труде.

## Биография
Родился в 1944 году на территории современной Нижегородской области. Член КПСС.
В 1962—1964 годах — военнослужащий Советской армии.
В 1964—1982 годах — водитель лесовоза, в 1982—2000 годах — бригадир укрупнённой хозрасчётной бригады водителей Новочунского леспромхоза производственного объединения «Иркутсклеспром» Министерства лесной и деревообрабатывающий промышленности СССР.
Ученик и напарник первого руководителя бригады, Героя Социалистического Труда Владимира Ивановича Рыжкова.
Бригада Г. П. Ивашина выполнила пятилетнее задание в марте 1984 г., то есть за три года и три месяца, доставив на нижний склад 412 тыс. м³ хлыстов.
За большой личный вклад в повышение эффективности использования лесных ресурсов был в составе коллектива удостоен Государственной премии СССР за выдающиеся достижения в труде 1985 года.
Жил в Чунском.

## Награды
- Орден Ленина
- Орден Знак Почёта